# Петковце
Петковце (слч. Petkovce) насељено је мјесто са административним статусом сеоске општине (слч. obec) у округу Вранов на Топлој, у Прешовском крају, Словачка Република.

## Становништво
| Година:    | 1994. | 2004.   | 2014. | 2024.   |
| ---------- | ----- | ------- | ----- | ------- |
| Број људи: | 148   | 147     | 147   | 133     |
| Разлика:   |       | -0,67 % | +0 %  | -9,52 % |

| Година:    | 2023. | 2024.   |
| ---------- | ----- | ------- |
| Број људи: | 135   | 133     |
| Разлика:   |       | -1,48 % |

Према подацима о броју становника из 2024. године насеље је имало 133 становника.